# Jamie Lewis
Jamie Lewis (Guildford, 14 de septiembre de 2000) es un deportista británico que compite en gimnasia artística. Ganó una medalla de oro en el Campeonato Europeo de Gimnasia Artística de 2025, en la prueba por equipos.

## Palmarés internacional
| Campeonato Europeo | Campeonato Europeo | Campeonato Europeo | Campeonato Europeo   |
| Año                | Lugar              | Medalla            | Prueba               |
| ------------------ | ------------------ | ------------------ | -------------------- |
| 2025               | Leipzig (Alemania) | Medalla de oro     | Concurso por equipos |